# Сказка о старом эхо
«Сказка о старом эхо» — советский короткометражный рисованный мультфильм, снятый режиссёром Борисом Тузановичем по сказке Игоря Фарбаржевича «Старое Эхо» из серии «Сказки Маленького Лисёнка». Первый в серии мультфильмов о Маленьком Лисёнке.
Телепремьера мультфильма состоялась 17 сентября 1989 года по 1-й Программе ЦТ.

## Сюжет
Маленький Лисёнок, гуляя по лесу, знакомится с эхом и становится его другом, затем, придя домой, рассказывает об этом своему отцу. Оказывается, когда-то давно, когда папа Лис сам был маленьким лисёнком, он тоже играл с эхом. Дождавшись вечера, папа Лис отправляется в лес, чтобы встретиться со старым другом и вспомнить своё ушедшее детство. При встрече эхо узнаёт друга, и они играют так же, как много лет назад.

## Создатели мультфильма
| автор сценария             | Игорь Фарбаржевич                                                                            |
| режиссёр                   | Борис Тузанович                                                                              |
| художник-постановщик       | Елена Караваева, Сергей Тюнин                                                                |
| композитор                 | Шандор Каллош                                                                                |
| оператор                   | Евгений Туревич                                                                              |
| звукооператор              | Нелли Кудрина                                                                                |
| роли озвучивали:           | Людмила Гнилова — Маленький Лисёнок Игорь Ясулович — Папа Лис Александр Пожаров — Старое Эхо |
| художники-мультипликаторы: | Игорь Самохин, Семён Петецкий                                                                |
| xудожники:                 | Н. Дмитриева, Зинаида Плеханова, Валентина Лопухова, А. Зуева, В. Золотухина                 |
| монтажёр                   | Людмила Рубан                                                                                |
| редактор                   | Алиса Феодориди                                                                              |
| директор                   | Любовь Зарюта                                                                                |